# Markus Dieckmann
Markus Dieckmann (Bonn, 7 januari 1976) is een voormalig Duits beachvolleyballer. Met Jonas Reckermann werd hij tweemaal Europees en tweemaal Duits kampioen.

## Carrière

### 1996 tot en met 2000
Dieckmann debuteerde in 1996 met zijn tweelingbroer Christoph Dieckmann in Berlijn in de FIVB World Tour. De broers vormden vervolgens een team tot en met 2000. In 1997 namen ze deel aan vier reguliere World Tour-toernooien en de eerste officiële wereldkampioenschappen in Los Angeles. In Los Angeles deed het duo enkel mee aan de kwalificaties, waarbij het zich niet plaatste voor het hoofdtoernooi. Het seizoen daarop speelden ze dertien internationale wedstrijden met een zevende (Lignano) en vier negende plaatsen (Mar del Plata, Toronto, Marseille en Moskou) als resultaat. Daarnaast wonnen ze de zilveren medaille bij de nationale kampioenschappen. In 1999 namen de broers deel aan twaalf reguliere FIVB-toernooien, waarbij ze vijfmaal in de top tien eindigden. Bij de WK in Marseille verloren de broers in de eerste ronde van de Fransen Jean-Philippe Jodard en Christian Penigaud en in de herkansing werden ze vervolgens definitief uitgeschakeld door Stéphane Canet en Mathieu Hamel. Daarnaast deden ze in Palma mee aan de Europese kampioenschappen waar ze als dertiende eindigden. Het jaar daarop werden ze voor de tweede keer nationaal vice-kampioen. Bij de EK in Getxo eindigde het tweetal wederom als dertiende en in de World Tour kwamen de broers bij twaalf toernooien niet verder dan een negende plaats in Toronto. Daarnaast speelde Dieckmann een wedstrijd met Julius Brink.

### 2001 tot en met 2005
Van 2001 tot het eind van zijn sportieve carrière in 2005 vormde Dieckmann een duo met Jonas Reckermann. Het tweetal eindigde in 2001 op de negende plaats bij de WK in Klagenfurt, nadat het in de achtste finale werd uitgeschakeld door de latere, Argentijnse winnaars Mariano Baracetti en Martín Conde. Ze deden verder aan acht toernooien in de World Tour mee met als beste resultaat een vijfde plek in Vitória. Daarnaast wonnen ze de Duitse titel door Oliver Oetke en Andreas Scheuerpflug in de finale te verslaan. Dieckmann en Reckermann werden in 2002 Europees kampioen in Bazel ten koste van de Zwitserse broers Martin en Paul Laciga. In de World Tour haalde het duo het podium in Berlijn en de top tien in Stavanger, Marseille en Klagenfurt. Bij de nationale kampioenschappen eindigden ze als derde. In 2003 speelden Dieckmann en Reckermann acht FIVB-toernooien waarbij ze zevenmaal in de top tien eindigden: in Gstaad en Mallorca op de tweede plaats. Het duo wist hun Europese titel in Alanya niet te prolongeren in de finale tegen het Oostenrijkse duo Nik Berger en Clemens Doppler. Bij de WK in Rio de Janeiro bereikten ze de zestiende finale, waar ze werden uitgeschakeld door de Amerikanen Dain Blanton en Jeff Nygaard. Bij de Duitse kampioenschappen verloren ze de finale van C. Dieckmann en Scheuerpflug.
Het jaar daarop wisten Dieckmann en Reckermann bij negen van de tien toernooien in de World Tour in de top tien te eindigen en werd er gewonnen in Berlijn en Rio de Janeiro. Bovendien werden ze in Timmendorfer Strand voor de tweede keer Europees kampioen door de Zwitsers Markus Egger en Sascha Heyer in de finale te verslaan. Bij de Olympische Spelen in Athene ging het duo als groepswinnaar door, maar werd het in de achtste finale uitgeschakeld door het Amerikaanse duo Dax Holdren en Stein Metzger. In 2005 won Dieckmann met Reckermann brons op de EK in Moskou ten koste van C. Dieckmann en Scheuerpflug. Het duo eindigde daarnaast als negende bij de WK in Berlijn nadat ze in de vijfde herkansingsronde werden uitgeschakeld door de Amerikanen Todd Rogers en Phil Dalhausser. Bovendien werden ze voor de tweede keer nationaal kampioen. Ze speelden verder zes toernooien in de World Tour met enkel toptiennoteringen en behaalden driemaal een podiumplaats. Na afloop van het seizoen beëindigde Dieckmann zijn sportieve loopbaan.

## Palmares
Kampioenschappen
- 1998:  NK
- 2000:  NK
- 2001:  NK
- 2001: 9e WK
- 2002:  EK
- 2002:  NK
- 2003:  EK
- 2003:  NK
- 2004:  EK
- 2004: 9e OS
- 2005:  EK
- 2005:  NK

FIVB World Tour
- 2002:  Berlijn Open
- 2003:  Gstaad Open
- 2003:  Mallorca Open
- 2004:  Budva Open
- 2004:  Gstaad Open
- 2004:  Grand Slam Berlijn
- 2004:  Rio de Janeiro Open
- 2005:  Zagreb Open
- 2005:  Espinho Open
- 2005:  Stare Jabłonki Open

## Persoonlijk
Dieckmann is getrouwd met oud-beachvolleyballer Maike Friedrichsen en heeft twee kinderen.